# JRN選挙開票特別番組
JRN選挙開票特別番組とは、国政選挙（衆議院議員総選挙・参議院議員通常選挙）執行日の投票締切後からJRN加盟局で放送されている報道特別番組。JRNの幹事局であるTBSラジオが制作する生放送番組で、大半のJRN加盟局では少なくとも一部の時間帯で同時ネットを実施しているが、一部の加盟局では放送されていない（詳細後述）。

## 特徴
国政選挙が執行日の翌日開票を原則に定めていた時期には、執行日（日曜日）の夜間に通常番組を編成したうえで、開票日（日曜日）の朝～夕方の時間帯にレギュラーの帯番組を入れながら放送していた。即日開票へ移行してからは、執行日の20:00から翌日の未明にかけて編成されている。2000年代に入ってからは、TBSラジオが平日にレギュラーで放送している報道系生ワイド番組をベースに制作。

## TBS以外のJRN加盟局での対応
- 大半のJRN加盟局はNRNにも加盟しているため、国政選挙の執行日にNRNの幹事局（文化放送の報道スポーツ部かニッポン放送の報道部）が制作する選挙特別番組を放送することも可能である。このため、TBSラジオ以外のJRN加盟局では、以下のパターンのいずれかで対応している。
  - （1）TBS制作分、文化放送（QR）制作分、ニッポン放送（LF）制作分の開票特別番組を、時間帯別に部分ネット方式で放送。
  - （2）放送対象地域内の選挙区での開票状況を主に取り上げる自社制作の開票特別番組に、TBS制作分とNRN系（QRまたはLF制作分）の開票特別番組を部分ネットで内包。
  - （3）TBS・LF・QR他局からのネットを一切受けずに、全編を自社で制作する開票特別番組を放送（詳細後述）。
  - （4）開票特別番組を一切編成しない代わりに、定時ニュースや定時番組内のニュース速報を通じて開票状況を紹介。

なお、2021年10月30日執行の第49回衆議院議員総選挙に合わせて放送された『TBSラジオ開票特別番組 総選挙スペシャル2021』からは、同局のYouTube公式サイトからスタジオ動画のサイマル（ライブ）／アーカイブ配信、twitterでライブ配信を実施。このため、インターネットへ接続できる環境があれば、TBSラジオで放送している（CMとBGM以外の）本編の音声を、国や地域を問わずライブ配信で聴取できる。

### 近畿広域圏のJRN加盟局における選挙開票特別番組の扱い
近畿広域圏を放送対象地域に定めるAM・ワイドFM兼営の民放局では、朝日放送（ABC）ラジオとMBSラジオがJRNとNRNに加盟している。ABCラジオはテレビとの兼営局であった朝日放送（旧法人）から、MBSラジオはテレビとの兼営局であった毎日放送からラジオ放送部門とラジオ放送免許を承継しているが、いずれも下記の経緯から国政選挙の開票特別番組を自社制作で賄っている。
- 近畿広域圏では1975年3月30日（日曜日）まで、朝日放送（当時はラジオとテレビの兼営局）がJNNとJRNに加盟。当時はTBSとの間でJNN協定とJRNネットワークニュースの相互配信協定を締結していて、前日（29日）までは『ニュースハイライト』（当時日曜以外の曜日の夕方に放送されていたJRN全国ニュース）の同時ネットを実施していた。その一方で、国政選挙の開票特別番組については、設立の母体になった朝日新聞大阪本社の協力を受けながら当時から自社で制作している。
- 毎日放送は毎日新聞大阪本社を母体に設立された放送局で、ラジオとテレビの兼営体制にあった1975年3月30日までは、ラジオ放送部門がJRNとNRN、テレビ放送部門がANNに加盟していた。もっとも、ANN幹事局の日本教育テレビ（現在のテレビ朝日）が朝日新聞社を母体に設立されていたため、近畿広域圏では資本とテレビネットワークのねじれ現象（いわゆる「腸捻転」）が生じていた。
- 朝日放送と毎日放送では、上記の「腸捻転」を解消すべく、1975年3月31日（月曜日）付でネットチェンジを実施。近畿広域圏におけるJRNネットワークニュースの相互配信協定局も朝日放送から毎日放送へ移行したため、『ニュースハイライト』も同日から毎日放送で流れるようになった。しかし、毎日放送では1990年の4月改編で、プロ野球ナイトゲームの中継と前座番組の放送開始時間を17時台に繰り上げ。その影響でプロ野球シーズンと重なる年度上半期（4 - 9月）に『ニュースハイライト』を同時ネットで放送できなくなったため、日曜以外の曜日の夕方に全国ニュースを通年で企画ネット番組として制作する体制へ移行した（『ニュースハイライト』の後継番組である『ネットワークトゥデイ』『ウィークエンドネットワーク』でも継続）。当時の同局で「ラジオ報道部」がテレビとは別に報道系の取材・番組制作を担っていたほか、東京支社に「国会担当記者」を常駐させていたこともあって、この時期を境に、TBSが制作するJRN選挙開票特別番組の同時ネットも終了。JRNに加盟する他局の協力を受けつつも、ラジオ報道部と東京支社の生中継を主体に、開票特別番組を独自に制作している。ラジオ報道部は「株式会社MBSラジオ」へのラジオ放送部門移管（毎日放送のテレビ単営局化）に伴って2021年4月1日付で毎日放送から姿を消したものの、上記の制作体制は以降の国政選挙でも維持。プロ野球のレギュラーシーズン中で国政選挙の執行日にナイトゲーム中継を放送する場合にも、試合の展開にかかわらず21:00で放送を終了したうえで、自社制作の開票特別番組に切り替えている。